# Йохан Щраус (син)
Вижте пояснителната страница за други личности с името Йохан Щраус.
Йохан Баптист Щраус (син) (на немски: Johann Baptist Strauß (Sohn)) е известен композитор, цигулар и диригент от Виена, Австрия, където много паметници са посветени на него.

## Биография
Син е на известния австрийски композитор Йохан Щраус (баща). Той предвижда за сина си бъдеще като държавен служител. Действително от 1841 Йохан учи счетоводство, но междувременно неговата майка Анна му позволява скришом от баща му да взема уроци по цигулка и теория на музиката. През октомври 1844 изнася своя първи концерт, който пожънва огромен успех. Прави турнета в Европа и Америка. След смъртта на баща си, застава начело на неговия оркестър и става диригент на „дворцовите балове“. През 1871 моли да напусне този пост, който е даден на брат му Едуард. Щраус композира само бална музика, която му спечелва прякора „Кралят на валса“.
През 1864 среща Жак Офенбах, който го окуражава да композира оперети, които обаче Щраус нарича „смешни“. На 10 февруари 1871 във Виена е премиерата на първата му оперета (Indigo und die 40 Räuber). През 1874 представя тази, която ще стане най-известната му оперета – „Прилепът“ (Die Fledermaus). Тя влиза в репертоара на операта „Театр ан дер Вин“ и до днес е единствената оперета, която се изнася там. Следва цяла серия от нови оперети, сред които „Една нощ във Венеция“ (Eine Nacht in Venedig). През 1876 получава позволение да построи жилище във Виена и по случай 40-годишнината от своя дебют получава виенско гражданство. През 1885 представя „Цигански барон“ (Zigeunerbaron), след което следват по-малко известни оперети. Неговата последна оперета „Виенска кръв“ е представена през 1899 г., след смъртта му. Композира общо 18 оперети и 145 валса.
Щраус се жени 3 пъти, няма деца. Първата му жена умира през 1878 г. След няколко седмици се жени за певицата Ернестине Хенриете Ангелика Дитрих, която изоставя през 1882 г. В католическа Австрия разводите не са позволени, заради което той се отказва от своето австрийско поданство и става поданик на Сакс-Кобурготското херцогство. През 1887 г. се жени в двореца „Кобург“ във Виена за Аделе Дойч.
Интересно е да се отбележи, че в благодарност за това предоставеното му поданство Щраус написва няколко произведения за членове на Сакс-Кобургското семейство (вкл. на кралица Виктория), от които 2 са посветени на българската княжеска двойка:
- „Festmarsch“ (op. 452), марш в чест на Фердинанд I, княз български;
- „Hochzeitsreigen“ (op. 453), валс за княгиня Мария Луиза, негова съпруга.

Най-близък до творчеството на Щраус се счита балканският композитор Йосиф Иванович (румънец от сръбски произход), известен с неговия валс „Дунавски вълни“, повлиян от Щраусовия валс „На хубавия син Дунав“.

## Произведения
Изложени са хронологично с дата на композирането или първото представление.

### Оперети
- „Индиго и Четиридесетте разбойници“, Indigo und die Vierzig Räuber, англ. Indigo and the Forty Thieves (10 февруари 1871, „Театър ан дер Вин“, Виена)
- „Карнавал в Рим“, Der Karneval in Rom, англ. The Carnival in Rome (1 март 1873)
- „Прилепът“, Die Fledermaus, англ. The Bat (5 април 1874, „Театър ан дер Вин“, Виена)
- „Калиостро във Виена“, Cagliostro in Wien, англ. Cagliostro in Vienna (27 февруари 1875, Виена)
- „Принц Матусаил“, Prinz Methusalem (3 януари 1877, Виена)
- „Игра на криеница“, Blindekuh, англ. Blind Man's Buff (12 декември 1878, Виена)
- „Дантелената кърпичка на кралицата“, Das Spitzentuch der Königin, англ. The Queen's Lace Handkerchief (1 октомври 1880, „Театър ан дер Вин“, Виена)
- „Веселата война“, Der lustige Krieg, англ. The Merry War (25 ноември 1881, „Театър ан дер Вин“, Виена)
- „Една нощ във Венеция“, Eine Nacht in Venedig (3 октомври 1883, Берлин, после е преработена)
- „Цигански барон“, Der Zigeunerbaron (24 октомври 1885, „Театър ан дер Вин“, Виена)
- „Симплициус“ („Простакът“), Simplicius 17 декември 1887, „Театър ан дер Вин“, Виена)
- „Княгиня Нинета“, Fürstin Ninetta, англ. Princess Ninetta 10 януари 1893, „Театър ан дер Вин“, Виена)
- „Ябълката“, Jabuka – Der Apfelfest, англ. Apple festival (12 октомври 1894, „Театър ан дер Вин“, Виена)
- „Лесничеят“, Waldmeister, англ. Woodruff (4 декември 1895, Виена)
- „Богинята на разума“, Die Göttin der Vernunft, англ. The Goddess of Reason (13 март 1897, Виена)
- „Виенска кръв“, Wiener Blut (25 октомври 1899, „Карл театър“)

### Опера
- Ritter Pásmán, англ. Knight Pásmán (1892)

### Балет
- „Пепеляшка“, Aschenbrödel (1899)

### Валсове
- Sinngedichte op. 1 Epigrams (1844)
- Gunstwerber op. 4 Favour solicitor (1844)
- Faschingslieder op. 11 Carnevalsongs (1846)
- Jugendträume op. 12 Youth dreams (1846)
- Sträußchen op. 15 Bouquets (1846)
- Sängerfahrten op. 41 Singers' Journeys (1847)
- Lava-Ströme op. 74 Streams of Lava (1850)
- Rhadamantus-Klänge op. 94 Echoes of Rhadamantus (1851)
- Mephistos Höllenrufe op. 101 Cries of Mephistopheles from Hell (1851)
- Liebeslieder op. 114 Lovesongs (1852)
- Phönix-Schwingen op. 125 Wings of the Phoenix (1853)
- Schneeglöckchen op. 143 Snowbells (1854)
- Nachtfalter op. 157 Moths (1855)
- Man lebt nur Einmal! op. 167 Man only Lives Once! (1855)
- Accelerationen op. 234 Accelerations (1860)
- Immer Heiterer op. 235 Always Cheerful (1860)
- Karnevalsbotschafter op. 270 Carnival Ambassador (1862)
- Leitartikel op. 273 Leading Article (1863)
- Morgenblätter op. 279 Morning Journals (1863)
- Studentenlust op. 285 Students' Joy (1864)
- Feuilleton op. 293 (1865)
- Bürgersinn op. 295 Citizen Spirit (1865)
- Flugschriften op. 300 Pamphlets (1865)
- Wiener Bonbons op. 307 Viennese Sweets (1866)
- Feenmärchen op. 312 Fairytales (1866)
- „На хубавия син Дунав“, An der schönen blauen Donau op. 314, The Blue Danube, On the Beautiful Blue Danube (1867)
- Künstlerleben op. 316 Artists' Life (1867)
- Telegramme op. 318 Telegrams (1867)
- Die Publicisten op. 321 The Publicists (1868)
- G'schichten aus dem Wienerwald Tales from the Vienna Woods op. 325 (1868),
- Illustrationen op. 331 Illustrations (1869)
- Wein, Weib und Gesang op. 333 Wine, Women and Song (1869)
- Freuet Euch des Lebens op. 340 Enjoy Life (1870)
- Neu Wien op. 342 New Vienna (1870)
- Tausend und eine Nacht op. 346 Thousand and One Nights (1871)
- Wiener Blut op. 354 Viennese Blood (1873)
- Bei uns Z'haus op. 361 At Home (1873)
- Wo die Zitronen blühen op. 364 Where the Lemons Blossom (1874)
- Du und du from Die Fledermaus op. 367 You and you (1874)
- Cagliostro-Walzer op. 370 (1875)
- O schöner Mai! op. 375 Oh Lovely May! (1877)
- Rosen aus dem Süden op. 388 Roses from the South (1880)
- Nordseebilder op. 390 North Sea Pictures (1880)
- Kuss-Walzer op. 400 Kiss Waltz (1881)
- Frühlingsstimmen op. 410 Voices of Spring (1883)
- Lagunen-Walzer op. 411 Lagoon Waltz (1883)
- Schatz-Walzer op. 418 Treasure Waltz (1885)
- Wiener Frauen op. 423 Viennese Ladies (1886)
- Donauweibchen op. 427 Danube Maiden (1887)
- Kaiser-Jubiläum-Jubelwalzer op. 434 Emperor Jubilation (1888)
- Kaiser-Walzer op. 437 Emperor Waltz (1888)
- Rathausball-Tänze op. 438 City Hall Ball(1890)
- Gross-Wien op. 440 Great Vienna (1891)
- Seid umschlungen Millionen op. 443 Be Embraced Millions (1892)
- Klug Gretelein op. 462 Clever Gretel (1895)

### Полки
- Explosions-Polka op. 43
- Annen op. 117 Anna (1852)
- Champagne-Polka op. 211
- „Трик-трак“, Tritsch-Tratsch-Polka op. 214, Chit-chat (1858)
- Maskenzug op. 240 Masked Ball
- Demolirer op. 269 Demolition Men (1862)
- Vergnügungszug op. 281 Journey Train (1864)
- S gibt nur a Kaiserstadt,'s gibt nur a Wien! op. 291 Only an Imperial City, one Vienna
- Kreuzfidel op. 301 Cross-Fiddling
- Lob der Frauen Polka-mazurka op. 315 Praise of Women
- Leichtes Blut Galop op. 319 Light Blood (1867)
- Figaro-Polka op. 320
- Ein Herz, ein Sinn! Polka-mazurka op. 323 One Heart, One Mind!
- Unter Donner und Blitz op. 324 Thunder & Lightning (1868)
- Freikugeln op. 326 Free-shooter (1868)
- Fata Morgana Polka-mazurka op. 330
- Éljen a Magyar! polka schnell op. 332 Long live the Magyar!
- Im Krapfenwald'l op. 336 In Krapfen's Woods French Polka
- Im Sturmschritt op. 348 At the Double!
- Die Bajadere op. 351 The Bayadere
- Vom Donaustrande op. 358 By the Danube's Shores
- Bitte schön! op. 372 If You Please! (1875)
- Auf der Jagd! op.373 On the Hunt! (1875)
- Banditen-Galopp op. 378 Bandits' Galop (1877)

### Маршове
- Patrioten op. 8 (1845)
- Austria op.20 (1846)
- Fest op. 49 (1847)
- Revolutions op. 54 (1848)
- Studeten op. 56 (1848)
- Brünner Nationalgarde, op. 58 „Brno National Guard“ (1848)
- Kaiser Franz Josef op. 67 (1849)
- Triumph op. 69 (1850)
- Wiener Garnison op. 77 (1850) „Vienna Garrison“
- Ottinger Reiter op. 83 (1850)
- Kaiser-Jäger op. 93 (1851)
- Viribus unitis op. 96 „With United Strength“ (1851)
- Grossfürsten op. 107 (1852)
- Sachsen-Kürassier op. 113 (1852)
- Wiener Jubel-Gruss op. 115 (1852)
- Kaiser-Franz-Josef-Rettungs-Jubel Op.126 Joy at Deliverance of Emperor Franz Josef (1853)
- Caroussel op.133 (1853)
- Kron op.139 (1853)
- Erzherzog Wilhelm Genesungs op.149 (1854)
- Napoleon op.156 (1854)
- Alliance op. 158 (1854)
- Krönungs op.183 (1856)
- Fürst Bariatinsky op.212 (1858)
- Deutscher Kriegermarsch op.284 (1864)
- Verbrüderungs op.287 „Fraternization“ (1864)
- Persischer op.289 Persian March (1864)
- Egyptischer op.335 Egyptian March (1869)
- Indigo-Marsch op.339 (от Indigo und die vierzig Rauber)
- Hoch Osterreich op.371 „Hail Austria“ (от Cagliostro in Wien)
- Jubelfest op.396 Jubilee Festival (1881)
- Der Lustige Krieg op.397 (1882)
- Matador op.406 (върху теми от Das Spitzentuch der Königin) (1883)
- Habsburg Hoch! op. 408 (1882)
- Russischer Marsch op.426 Russian March (1886)
- Reiter op.428 (от Simplicius) (1888)
- Spanischer Marsch op.433 Spanish March (1888)
- Fest op.452 „Festival“ (1893)
- Živio! op.456 „Your Health“ (1894)
- Es war so wunderschön op.467 „It Was So Wonderful“ (от Waldmeister) (1896)
- Deutschmeister Jubiläums op.470 (1896)
- Auf's Korn! op.478 Take Aim! (189)

1. ↑  Strauss, Johann //  . Т. 4.   с. 27-33. Посетен на 17 март 2024 г.